# 니더작센슈타디온
니더작센슈타디온(Niedersachsenstadion)은 독일 하노버에 있는 축구 경기장으로, 하노버 96의 홈구장으로 사용되고 있다. 현재 스폰서의 이름을 따라 HDI-아레나(HDI-Arena)로 불리며, 2002년부터 2013년까지는 AWD-아레나(AWD-Arena)로 불렸다.

## 기록

### 2006년 FIFA 월드컵
| 날짜            | 팀 1       | 스코어 | 팀 2     | 라운드 |
| --------------- | ---------- | ------ | -------- | ------ |
| 2006년 6월 12일 | 이탈리아   | 2 - 0  | 가나     | D조    |
| 2006년 6월 16일 | 멕시코     | 0 - 0  | 앙골라   | D조    |
| 2006년 6월 20일 | 코스타리카 | 1 - 2  | 폴란드   | A조    |
| 2006년 6월 23일 | 스위스     | 2 - 0  | 대한민국 | G조    |
| 2006년 6월 27일 | 스페인     | 1 - 3  | 프랑스   | 16강   |

## 같이 보기
- 하노버 96
- 2006년 FIFA 월드컵

틀:하노버 96